# Najah Wakim
Najah Wakim, né en 1946 à Byblos au Mont-Liban, est un homme politique libanais.

## Biographie
Il a commencé sa carrière politique dans les mouvements nassériens et fut élu député grec-orthodoxe de Beyrouth en 1972 en s’imposant face au candidat soutenu par le pouvoir de l’époque, notamment par l’ancien Premier ministre Saëb Salam. Il échappe en octobre 1987 à une tentative d’assassinat orchestrée par Samir Geagea.
Dans les années 1990, il s’illustra dans son opposition à l'exil du Général Michel Aoun ainsi qu'à l'incarcération de Samir Geagea. Il s'opposa de manière radicale à Rafiq Hariri et ses projets. Il réussit à se faire réélire à son poste de député en 1992 et en 1996 mais renonça à se présenter en 2000.
Lors des élections de 2005, il échoue à se faire élire face aux candidats de la liste du Courant du Futur.
En 1999, il fonde le Mouvement du peuple, un parti politique de gauche radicale.
Proche des mouvements alter-mondialistes, il s’oppose fortement au clan Hariri qui a gagné les élections de 2005, l’accusant de corruption et de connivence avec Israël et les États-Unis.